# Doğuş Media Group
Doğuş Media Group (en turco como Doğuş Yayın Grubu) es un conglomerado de medios turco, parte del conglomerado Doğuş Holding. Sus propiedades incluyen el canal de noticias NTV (desde 1999) y el canal de entretenimiento Star TV (desde 2011). A partir de 2013, ocupa el cuarto lugar como es uno de los mayores grupos de radiodifusión de Turquía.
Posee 8 canales de televisión y 4 canales de radio, 10 portales web, 6 revistas de NTV forman parte de un total de 30 marcas.
Doğuş Media Group actualmente presentó una solicitud ante la Unión Europea de Radiodifusión por su emblemático canal Star TV. En 2015 vende el primer canal en Turquía en donde NBC Universal es accionista, CNBC-e, a Discovery Communications, siendo sustituido por TLC.

## Propiedades

### Televisión
- Discovery Channel
- 1993-1994: Kanal D (vendido a Doğan Media Group)
- 1999-: NTV (adquirido por Nergis Grubu)
- 1999-2000: Kanal E
- 2000-: CNBC-e
- 2004-: NTV Avrupa
- 2004-2011: NBA TV (vendido a Doğan Media Group)
- 2007-2016: e2
- 2008-: Kral TV (antes propiedad del TMSF)
- 2008-: NTV Spor
- 2008-2011: Kral Avrupa
- 2011: Kral İlaç Gibi TV
- 2011-: Euro Star (antes propiedad de Doğan Media Group)
- 2011-2013: HDe
- 2011-: Kral Pop TV
- 2011-: Star TV (antes propiedad de Doğan Media Group)
- 2012-: Kral Pop Avrupa
- 2013-: Kral World TV
- 2013-2015: NTV Spor Smart HD

### Radio
- 2001-: NTV Radyo
- 2002-: Radyo Eksen
- 2003-2011: Radyo N101
- 2006-2008: Rokket FM
- 2007-: Capital Radio
- 2008-: Kral FM (antes propiedad del TMSF)
- 2008-: Virgin Radio
- 2008-2009: Nostalji Türk
- 2009-: NTV Spor Radyo
- 2009-: Radyo Voyage
- 2010-2011: Radyo5 (antes propiedad del TMSF)
- 2011-: Kral Pop

### Revistas
- 2001-: National Geographic
- 2004-: National Geographic Kids
- 2008-: Robb Report
- 2010-: Vogue Turquía
- 2012-: GQ Turquía
- 2015-: Conde Nast Traveller
- 2016-: Glamour

- Datos: Q6084280